# Годжан, Джина
Джина Годжан (рум. Gina Elena Gogean; род. 9 сентября 1978, Кэмпури, жудец Вранча, Румыния) — румынская гимнастка, пятикратный призёр Олимпийских игр (1992 и 1996), 9-кратная чемпионка мира, 4-кратная чемпионка Европы. Самая титулованная румынская гимнастка в истории чемпионатов мира, делит второе место в истории женской спортивной гимнастики по количеству титулов чемпионки мира с Ларисой Латыниной и Светланой Хоркиной. Тренировалась у Октавиана Белу.
Всего на пяти чемпионатах мира завоевала девять золотых, две серебряные и четыре бронзовые медали — третье место в истории женской гимнастики по общему количеству наград после Симоны Байлз и Светлана Хоркиной. Всего на Олимпийских играх, чемпионатах мира и Европы за карьеру завоевала 30 медалей (13 золотых, 9 серебряных и 8 бронзовых). Одна из наиболее титулованных гимнасток в истории, которая не стала олимпийской чемпионкой.
На Олимпийских играх 1996 года рассматривалась как фаворит на нескольких снарядах, но в итоге не сумела завоевать золото. Одной из причин стало то, что Джина перенесла срочную аппендэктомию всего за пять недель до старта Олимпийских игр.
Во время карьеры румынские официальные лица указывали, что Годжан родилась в 1977 году, однако в 2002 году выяснилось, что на самом деле гимнастка родилась в 1978 году: сфальсифицированная дата рождения позволила ей раньше начать выступать на взрослых соревнованиях. Годжан и её мать отрицали это, в некоторых источниках до сих пор указан 1977-й как год рождения спортсменки.